# Nová Ves (okres Praha-východ)
Obec Nová Ves se nachází v okrese Praha-východ, kraj Středočeský. Rozkládá se asi osmnáct kilometrů severovýchodně od centra Prahy a jedenáct kilometrů západně od města Brandýs nad Labem-Stará Boleslav. Žije zde přibližně 1 500 obyvatel.

## Historie
První písemná zmínka o obci pochází z roku 1455.

### Územněsprávní začlenění
Dějiny územněsprávního začleňování zahrnují období od roku 1850 do současnosti. V chronologickém přehledu je uvedena územně administrativní příslušnost obce v roce, kdy ke změně došlo:
- 1850 země česká, kraj Praha, politický okres Karlín, soudní okres Brandýs nad Labem[4]
- 1855 země česká, kraj Praha, soudní okres Brandýs nad Labem[4]
- 1868 země česká, politický okres Karlín, soudní okres Brandýs nad Labem[4]
- 1908 země česká, politický i soudní okres Brandýs nad Labem[5]
- 1939 země česká, Oberlandrat Mělník, politický i soudní okres Brandýs nad Labem[6]
- 1942 země česká, Oberlandrat Praha, politický i soudní okres Brandýs nad Labem[7]
- 1945 země česká, správní i soudní okres Brandýs nad Labem[8]
- 1949 Pražský kraj, okres Brandýs nad Labem[9]
- 1960 Středočeský kraj, okres Praha-východ[10]

### Rok 1932
Ve vsi Nová Ves (273 obyvatel) byly v roce 1932 evidovány tyto živnosti a obchody: družstvo pro rozvod elektrické energie v Nové Vsi, 2 hostince, kovář, 2 krejčí, výroba rákosových rohoží, rolník, 2 obchody se smíšeným zbožím, trafika.

## Doprava
Dopravní síť
- Pozemní komunikace – Obcí prochází silnice III. třídy. Ve vzdálenosti 2 km vede silnice II/244 Líbeznice – Kostelec nad Labem – Všetaty – Byšice.

- Železnice – Železniční trať ani stanice na území obce nejsou. Nejbližší železniční stanicí jsou Měšice u Prahy ve vzdálenosti 3 km ležící na trati 070 v úseku z Prahy do Neratovic.

Veřejná doprava 2011
- Autobusová doprava – V obci měly zastávku příměstské autobusové linky Praha,Letňany – Libiš,Spolana (v pracovních dnech 27 spojů, o víkendech 10 spojů) (dopravce Dopravní podnik hl. m. Prahy, a. s.) a Předboj/Zlonín – Líbeznice (denně 1 spoj) (dopravce ČSAD Střední Čechy, a. s.). Jedná se o autobusovou linku číslo 351 a „školní“ linku 656.

## Velikonoční řehtání
V obci se dochovala tradiční velikonoční obchůzka - řehtání. Během ní skupina převážně chlapců školního věku s trakaři a řehtačkami v určené hodiny obejde obec, aby řehtáním nahradili zvonění kostelních zvonů, které podle tradice v tyto dny „odletí do Říma“. Pro celý obřad je charakteristický živelný, pronikavý hluk, vyluzovaný dřevěnými trakaři. Skupinu vedou vždy nejstarší z chlapců, tzv. Páni, kteří dbají na dodržování základních pravidel obchůzky (organizace průvodu, evidence docházky jednotlivých účastníků apod.). Ostatní jsou řazeni do párů (první pár, druhý pár atd.) podle věku a účasti v předešlých letech.
Průvod vychází vždy od křížku na rozcestí Mratín – Jiřice a končí u kapličky. Za řehtání chlapcům náleží odměna – kolední výslužka (např. vejce, sladkosti, peníze), kterou chlapci získávají během sobotního vyřehtávání. 

## Další fotografie

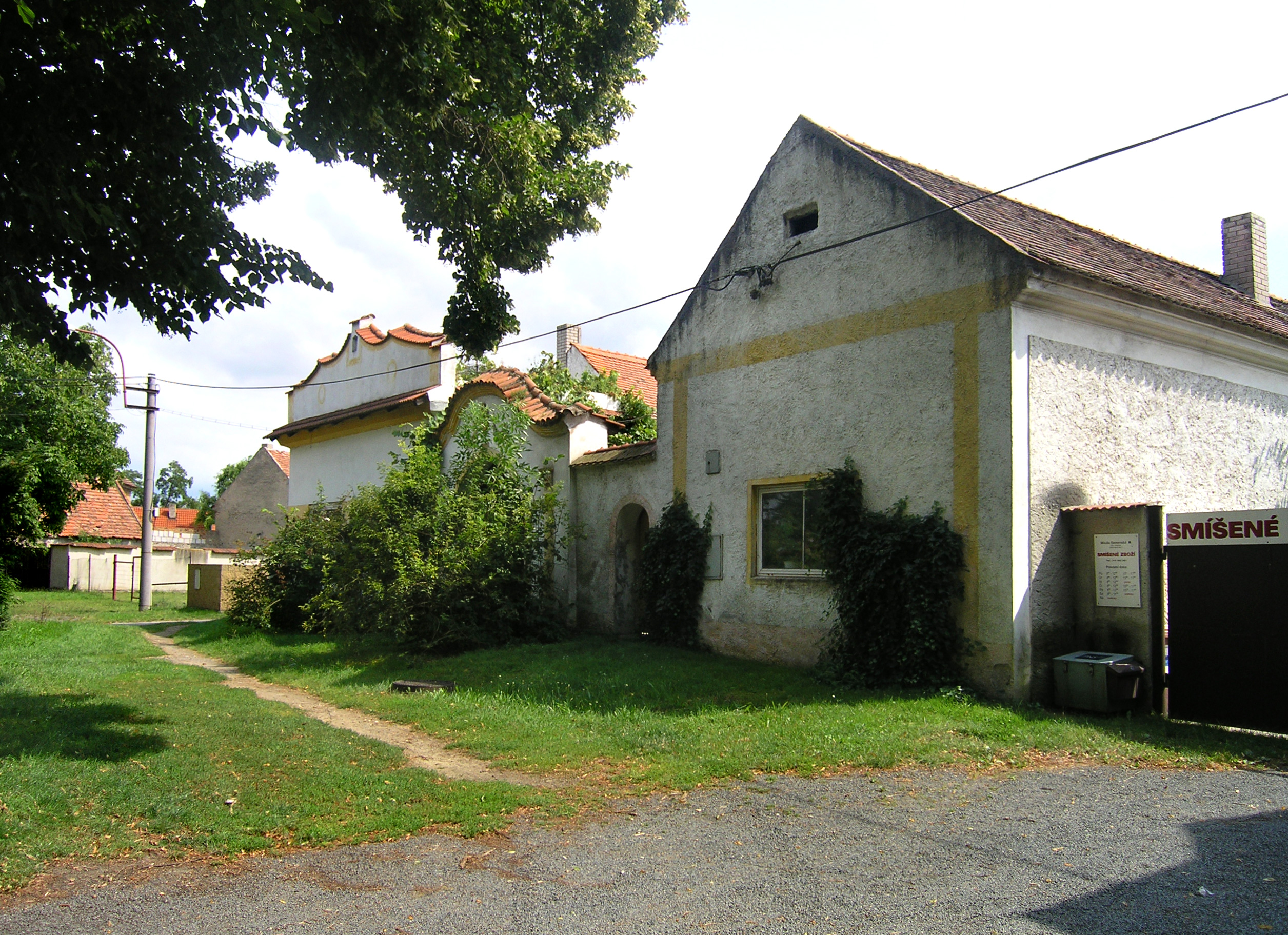
Dřívější statek
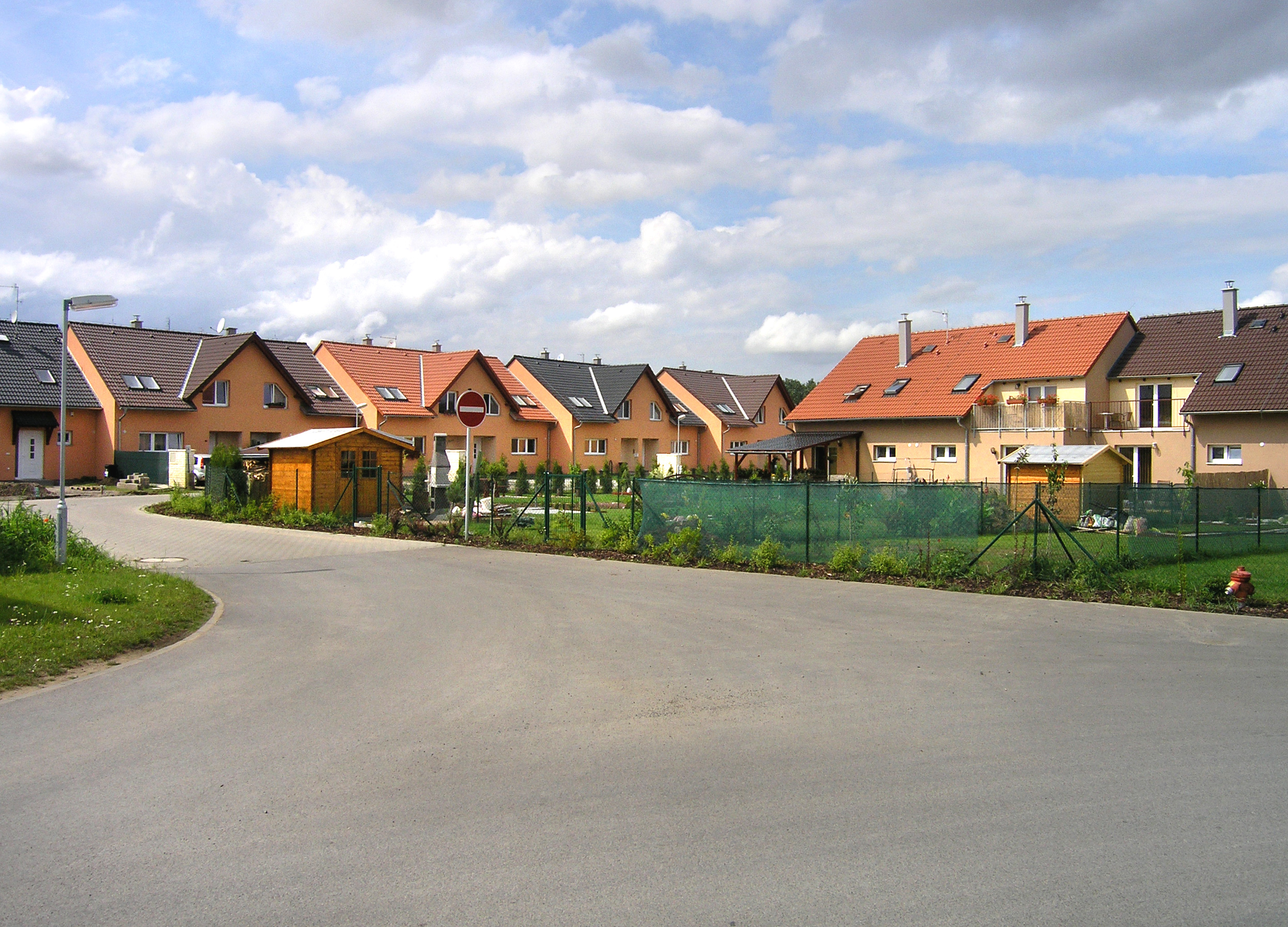
Nová výstavba na jihu obce
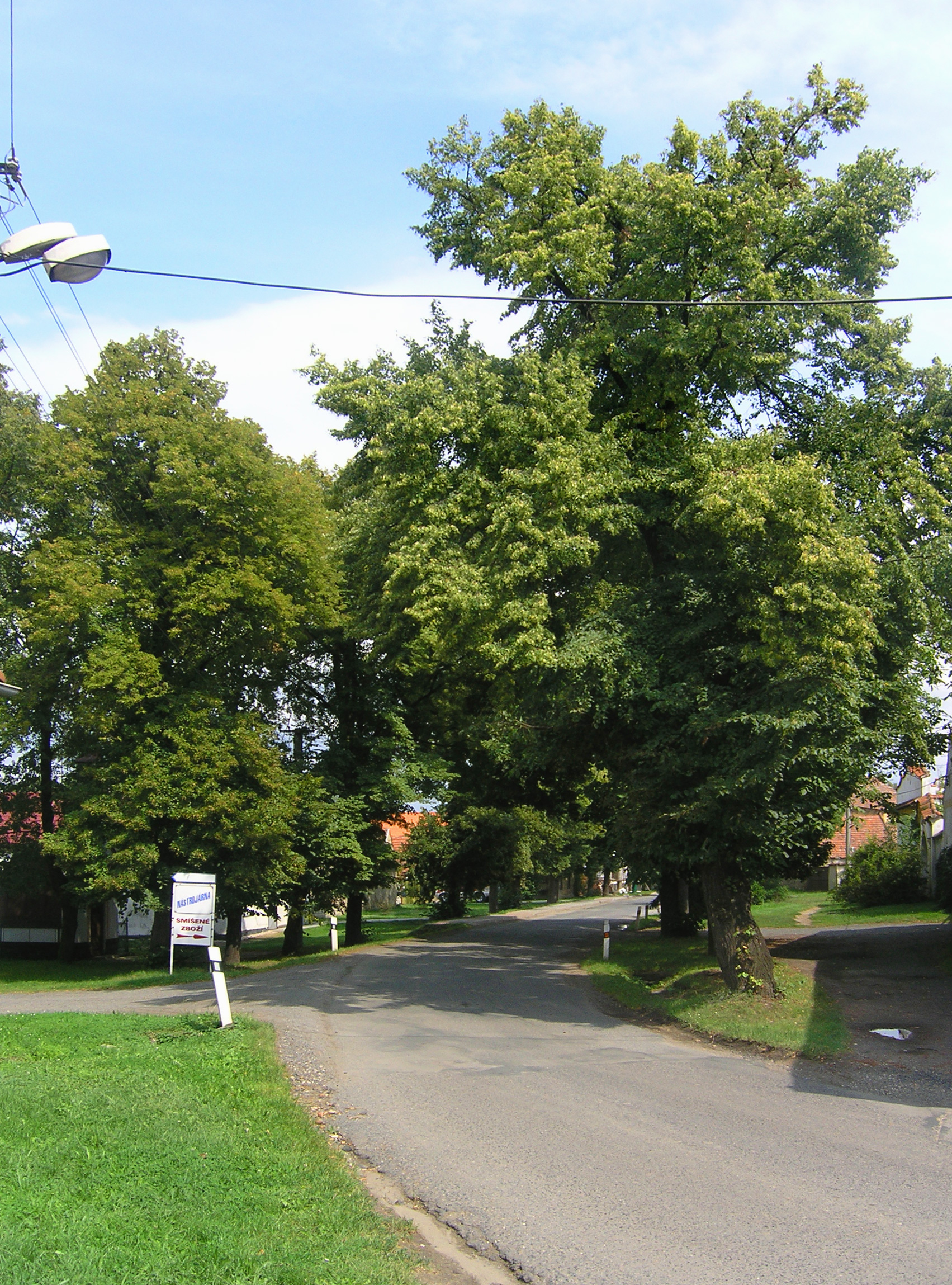
Východní část vesnice